# Arc the Lad
Arc the Lad (яп. アークザラッド аːкудзараддо) — серия игр в жанре тактическая ролевая игра созданная Тосиро Цутидой. Первая игра в серии вышла в 1995 году, впоследствии вышло ещё шесть игр, один сборник, новеллизация, манга и 26-серийный аниме-сериал. Действие всех игр серии происходит в одном мире и все они связаны сюжетно.
Изначально игры серии выходили только в Японии, на западный рынок серия вышла в 2002 году с выходом сборника Arc the Lad Collection содержащем на шести CD первые четыре игры серии.

## Игры
| 1995 | Arc the Lad                          |
| 1996 | Arc the Lad II                       |
| 1997 | Arc Arena: Monster Tournament        |
| 1998 |                                      |
| 1999 | Arc the Lad III                      |
| 2000 |                                      |
| 2001 |                                      |
| 2002 | Arc the Lad Collection               |
| 2002 | Arc the Lad: Kijin Fukkatsu          |
| 2003 | Arc the Lad: Twilight of the Spirits |
| 2004 | Arc the Lad: End of Darkness         |
| 2005 |                                      |
| 2006 |                                      |
| 2007 |                                      |
| 2008 |                                      |
| 2009 |                                      |
| 2010 |                                      |
| 2011 |                                      |
| 2012 |                                      |
| 2013 |                                      |
| 2014 |                                      |
| 2015 |                                      |
| 2016 |                                      |
| 2017 |                                      |
| 2018 | Arc the Lad R                        |

Arc the Lad была разработана G-Craft и издана SCEI 30 июня 1995 года для PlayStation. Игра прядставляла собой RPG с тактическими сражениями, что стало основой для последующих игр серии. Истории главных героев данной игры будут продолжены в дальнейших.
Arc the Lad II была разработана ARC Entertainment и издана SCEI 1 ноября 1996 года для PlayStation. Игра развивает идеи предшественницы в плане тактических сражений и интерактивной карты, игровой мир стал больше, а игра продолжительнее. Новшеством стали гильдии, в которых игрок может брать различные дополнительные задания. Игра получила новых главных героев, но герои первой части также принимают участие в сюжете.
Arc the Lad: Monster Game with Casino Game была разработана ARC Entertainment и изданна SCEI 31 июля 1997 года для PlayStation, впоследствии переизданна как часть сборника Arc the Lad Collection (где получила название Arc Arena: Monster Tournament) и в PlayStation Store как PSone Classic.
Arc the Lad III была разработана ARC Entertainment и издана SCEI 28 октября 1999 года, последняя игра в серии вышедшая на оригинальной PlayStation. Как и предыдущие игры, представлят собой ролевую игру с тактическими сражениями. В отличе от предшественницы, в данной игре необходимо выполнять задания гильдий для продвижения по сюжету. Игра получила новых главных героев, персонажи прошлых частей также участвуют в сюжете.
18 апреля 2002 года студия Working Designs издала компиляцию из Arc the Lad I, II, III и Monster Tournament для американского рынка, которая получила название Arc the Lad Collection. Сборник был тепло встречен западной прессой.
Arc the Lad: Kijin Fukkatsu (яп. アークザラッド: 機神復活) — ответвление от основной серии, изданное компанией Bandai для Wonderswan Color 4 июля 2002 года в Японии. Игра аналогична по игровому процессу играм с PlayStation. События данной игры развиваются после сюжета трилогии, главным героем стал Элк из Arc the Lad II, которому предстоит в очередной раз спасти человечество.
Arc the Lad: Twilight of the Spirits была разработана Cattle Call и издана SCEI для PlayStation 2 20 марта 2003 года в Японии и 25 июня 2003 года в США. 30 января 2004 года игра была выпущена в Европе, на данный момент это единственная игра в серии, выпущенная на европейский рынок. События игры развиваются через 1000 лет после Arc the Lad 3. Боевая система претерпела изменения, на замену сетке на поле боя пришли круги, по которым герои могут свободно перемещаться.
Arc the Lad: End of Darkness была разработана Cattle Call и издана SCEI для PlayStation 2 3 ноября 2004 года в Японии. Изданием в США занималась Namco, выпустившая игру 14 июня 2005 года. Действия игры разворачиваются через пять лет после окончания сюжета предшественницы, игра получила нового протагониста. В отличие от всех предыдущих игр серии, данная игра является тактической, а Action/RPG.
Arc the Lad R, последняя на данный момент игра в серии, была разработана ForwardWorks для iOS и Android. События игры происходят через 10 лет после финала Arc the Lad II. Игра представляет собой тактическую ролевую игру, главными героями являются оригинальные персонажи, знакомых персонажей игрок может получить по системе gacha.

## Разработка
Созданием первой игры занималась созданная незадолго до того студия G-Craft, которая также работала над тактической Front Mission на SNES. Sony, в попытках принести RPG на PlayStation, заключила сделки на их разработку с рядом компаний, одной из которых и стала G-Craft (другими были Wild Arms от Media.Vision и PoPoLoCrois Monogatari от Epics). Игра была выпущена летом 1995 года и имела коммерческий успех, поэтому была начата работа над продолжением. К созданию серии приложил руку Тосиро Цутида бывший продюсером первых двух игр серии. Вскоре компания G-Craft была поглощена Square и над сиквелами работали уже другие компании.
Изначально SCEI не планировала выпускать игры серии Arc the Lad за пределами Японии, поскольку не считали западный рынок для игр такого жанра достаточно большим, поэтому компании Working Designs, издававшей в то время игры в США, было отказано в лицензии. Только спустя годы, когда на американский рынок уже вышли такие хиты как Final Fantasy VII, Working Designs получили от Sony права на издания игр серии в Америке.
Спустя более чем 20 лет после создания серии, оригинальные разработчики, включая Тосиро Цутиду, вновь собрались для работы над серией вместе со студией ForwardWorks. Плодом их усилий стала мобильная Arc the Lad R.

## Оценки прессы
Большинство игр серии было тепло встречено прессой. Arc the Lad Collection имеет среднюю оценку 80,77 % на сайте GameRankings
Arc the Lad: Twilight of the Spirits имеет оценку 75 % на GameRankings. Arc the Lad: End of Darkness — 57 %.

## Аниме
Аниме адаптация Arc the Lad была создана японской студией Bee Train, режиссёром выступил Ицуро Кавасаки. Сериал состоит из 26 серий и транслировался на канале WOWOW с 5 апреля по 11 октября 1999 года. Сюжет рассказывает историю игры Arc the Lad II.